# ジャヤウハル・ムナリ
ジャヤウハル・ムナリ（جوهر المناري、Jawhar Mnari、1976年11月8日 - ）は、チュニジア・モナスティル出身のサッカー選手。ポジションはミッドフィールダー。

## 来歴
2002年にチュニジア代表デビュー。アフリカネイションズカップ2004では全6試合に出場、大会初優勝を果たした。2006 FIFAワールドカップではグループステージ全3試合に出場した。2008年までに64試合に出場、3得点をあげた。

## 所属クラブ
- USモナスティル 1996-2002
- エスペランス・スポルティーブ・ドゥ・チュニス 2002-2005
- 1.FCニュルンベルク 2005-2010
- FSVフランクフルト 2011-

## 代表歴

### 出場大会
- チュニジア代表

アフリカネイションズカップ(3):2004、2006、2008
FIFAワールドカップ(1):2006
FIFAコンフェデレーションズカップ(1):2005

### 試合数
- 国際Aマッチ 64試合 3得点（2002年-2008年）[1]

| チュニジア代表 | 国際Aマッチ | 国際Aマッチ |
| 年             | 出場        | 得点        |
| -------------- | ----------- | ----------- |
| 2002           | 3           | 0           |
| 2003           | 4           | 0           |
| 2004           | 14          | 1           |
| 2005           | 10          | 0           |
| 2006           | 14          | 1           |
| 2007           | 7           | 1           |
| 2008           | 12          | 0           |
| 通算           | 64          | 3           |

## タイトル
- チュニジア代表

アフリカネイションズカップ(1):2004
- エスペランス・チュニス

チュニジア・リーグ(1):2004
- 1.FCニュルンベルク

DFBポカール(1):2007